# Championnat du monde de vitesse moto 2001
Navigation
Édition précédente Édition suivante
Le Championnat du monde de vitesse moto 2001 est la 53e saison de vitesse moto organisée par la FIM.

Ce championnat comporte seize courses de Grand Prix, pour trois catégories : 500 cm3, 250 cm3 et 125 cm3.

## Attribution des points
Les points du championnat sont attribués aux quinze premiers de chaque course :
| Classement | 1  | 2  | 3  | 4  | 5  | 6  | 7 | 8 | 9 | 10 | 11 | 12 | 13 | 14 | 15 |
| ---------- | -- | -- | -- | -- | -- | -- | - | - | - | -- | -- | -- | -- | -- | -- |
| Points     | 25 | 20 | 16 | 13 | 11 | 10 | 9 | 8 | 7 | 6  | 5  | 4  | 3  | 2  | 1  |

## Grand Prix de la saison 2001
| Date         | Grand Prix                       | Circuit         | Résultat |
| 8 avril      | Grand Prix du Japon              | Suzuka          | Résultat |
| 22 avril     | Grand Prix d'Afrique du Sud      | Phakisa         | Résultat |
| 6 mai        | Grand Prix d'Espagne             | Jerez           | Résultat |
| 20 mai       | Grand Prix de France             | Circuit Bugatti | Résultat |
| 3 juin       | Grand Prix d'Italie              | Mugello         | Résultat |
| 17 juin      | Grand Prix de Catalogne          | Catalunya       | Résultat |
| 30 juin      | Grand Prix des Pays-Bas          | Assen           | Résultat |
| 8 juillet    | Grand Prix de Grande-Bretagne    | Donington Park  | Résultat |
| 22 juillet   | Grand Prix d'Allemagne           | Sachsenring     | Résultat |
| 26 août      | Grand Prix de République tchèque | Brno            | Résultat |
| 9 septembre  | Grand Prix du Portugal           | Estoril         | Résultat |
| 23 septembre | Grand Prix de Valence            | Valencia        | Résultat |
| 7 octobre    | Grand Prix du Pacifique          | Motegi          | Résultat |
| 14 octobre   | Grand Prix d'Australie           | Phillip Island  | Résultat |
| 21 octobre   | Grand Prix de Malaisie           | Sepang          | Résultat |
| 3 novembre   | Grand Prix de Rio de Janeiro     | Rio de Janeiro  | Résultat |

## Résultats

### 500cm³
| Date         | Grand Prix                       | Vainqueur       | Deuxième        | Troisième        |
| 8 avril      | Grand Prix du Japon              | Valentino Rossi | Garry McCoy     | Max Biaggi       |
| 22 avril     | Grand Prix d'Afrique du Sud      | Valentino Rossi | Loris Capirossi | Tohru Ukawa      |
| 6 mai        | Grand Prix d'Espagne             | Valentino Rossi | Norick Abe      | Álex Crivillé    |
| 20 mai       | Grand Prix de France             | Max Biaggi      | Carlos Checa    | Valentino Rossi  |
| 3 juin       | Grand Prix d'Italie              | Alex Barros     | Loris Capirossi | Max Biaggi       |
| 17 juin      | Grand Prix de Catalogne          | Valentino Rossi | Max Biaggi      | Loris Capirossi  |
| 30 juin      | Grand Prix des Pays-Bas          | Max Biaggi      | Valentino Rossi | Loris Capirossi  |
| 8 juillet    | Grand Prix de Grande-Bretagne    | Valentino Rossi | Max Biaggi      | Alex Barros      |
| 22 juillet   | Grand Prix d'Allemagne           | Max Biaggi      | Carlos Checa    | Shinya Nakano    |
| 26 août      | Grand Prix de République tchèque | Valentino Rossi | Álex Crivillé   | Loris Capirossi  |
| 9 septembre  | Grand Prix du Portugal           | Valentino Rossi | Loris Capirossi | Garry McCoy      |
| 23 septembre | Grand Prix de Valence            | Sete Gibernau   | Alex Barros     | Kenny Roberts Jr |
| 7 octobre    | Grand Prix du Pacifique          | Valentino Rossi | Alex Barros     | Loris Capirossi  |
| 14 octobre   | Grand Prix d'Australie           | Valentino Rossi | Max Biaggi      | Loris Capirossi  |
| 21 octobre   | Grand Prix de Malaisie           | Valentino Rossi | Loris Capirossi | Garry McCoy      |
| 3 novembre   | Grand Prix de Rio de Janeiro     | Valentino Rossi | Carlos Checa    | Max Biaggi       |

### 250cm³
| Date         | Grand Prix                       | Vainqueur         |
| 8 avril      | Grand Prix du Japon              | Daijiro Kato      |
| 22 avril     | Grand Prix d'Afrique du Sud      | Daijiro Kato      |
| 6 mai        | Grand Prix d'Espagne             | Daijiro Kato      |
| 20 mai       | Grand Prix de France             | Daijiro Kato      |
| 3 juin       | Grand Prix d'Italie              | Tetsuya Harada    |
| 17 juin      | Grand Prix de Catalogne          | Daijiro Kato      |
| 30 juin      | Grand Prix des Pays-Bas          | Jeremy McWilliams |
| 8 juillet    | Grand Prix de Grande-Bretagne    | Daijiro Kato      |
| 22 juillet   | Grand Prix d'Allemagne           | Marco Melandri    |
| 26 août      | Grand Prix de République tchèque | Tetsuya Harada    |
| 9 septembre  | Grand Prix du Portugal           | Daijiro Kato      |
| 23 septembre | Grand Prix de Valence            | Daijiro Kato      |
| 7 octobre    | Grand Prix du Pacifique          | Tetsuya Harada    |
| 14 octobre   | Grand Prix d'Australie           | Daijiro Kato      |
| 21 octobre   | Grand Prix de Malaisie           | Daijiro Kato      |
| 3 novembre   | Grand Prix de Rio de Janeiro     | Daijiro Kato      |

### 125cm³
| Date         | Grand Prix                       | Vainqueur         |
| 8 avril      | Grand Prix du Japon              | Masao Azuma       |
| 22 avril     | Grand Prix d'Afrique du Sud      | Youichi Ui        |
| 6 mai        | Grand Prix d'Espagne             | Masao Azuma       |
| 20 mai       | Grand Prix de France             | Manuel Poggiali   |
| 3 juin       | Grand Prix d'Italie              | Noboru Ueda       |
| 17 juin      | Grand Prix de Catalogne          | Lucio Cecchinello |
| 30 juin      | Grand Prix des Pays-Bas          | Toni Elías        |
| 8 juillet    | Grand Prix de Grande-Bretagne    | Youichi Ui        |
| 22 juillet   | Grand Prix d'Allemagne           | Simone Sanna      |
| 26 août      | Grand Prix de République tchèque | Toni Elías        |
| 9 septembre  | Grand Prix du Portugal           | Manuel Poggiali   |
| 23 septembre | Grand Prix de Valence            | Manuel Poggiali   |
| 7 octobre    | Grand Prix du Pacifique          | Youichi Ui        |
| 14 octobre   | Grand Prix d'Australie           | Youichi Ui        |
| 21 octobre   | Grand Prix de Malaisie           | Youichi Ui        |
| 3 novembre   | Grand Prix de Rio de Janeiro     | Youichi Ui        |

## Classement des pilotes 500cm³
| Clas. | Pilote          | Pays    | Constructeur | Nombre de points |
| ----- | --------------- | ------- | ------------ | ---------------- |
| 1er   | Valentino Rossi | Italie  | Honda        | 325              |
| 2e    | Max Biaggi      | Italie  | Yamaha       | 219              |
| 3e    | Loris Capirossi | Italie  | Honda        | 210              |
| 4e    | Alex Barros     | Brésil  | Honda        | 182              |
| 5e    | Shinya Nakano   | Japon   | Yamaha       | 155              |
| 6e    | Carlos Checa    | Espagne | Yamaha       | 137              |
| =     | Norifumi Abe    | Japon   | Yamaha       | 137              |
| 8e    | Álex Crivillé   | Espagne | Honda        | 120              |
| 9e    | Sete Gibernau   | Espagne | Suzuki       | 119              |
| 10e   | Tohru Ukawa     | Japon   | Honda        | 107              |

## Classement des pilotes 250cm³
| Clas. | Pilote            | Pays        | Constructeur | Nombre de points |
| ----- | ----------------- | ----------- | ------------ | ---------------- |
| 1er   | Daijiro Kato      | Japon       | Honda        | 322              |
| 2e    | Tetsuya Harada    | Japon       | Aprilia      | 273              |
| 3e    | Marco Melandri    | Italie      | Aprilia      | 194              |
| 4e    | Roberto Rolfo     | Italie      | Aprilia      | 177              |
| 5e    | Fonsi Nieto       | Espagne     | Aprilia      | 167              |
| 6e    | Jeremy McWilliams | Royaume-Uni | Aprilia      | 141              |
| 7e    | Emilio Alzamora   | Espagne     | Honda        | 136              |
| 8e    | Roberto Locatelli | Italie      | Aprilia      | 134              |
| 9e    | Naoki Matsudo     | Japon       | Yamaha       | 112              |
| 10e   | Franco Battaini   | Italie      | Aprilia      | 75               |

## Classement des pilotes 125cm³
| Clas. | Pilote            | Pays        | Constructeur | Nombre de points |
| ----- | ----------------- | ----------- | ------------ | ---------------- |
| 1er   | Manuel Poggiali   | Saint-Marin | Gilera       | 241              |
| 2e    | Youichi Ui        | Japon       | Derbi        | 232              |
| 3e    | Toni Elías        | Espagne     | Honda        | 217              |
| 4e    | Lucio Cecchinello | Italie      | Aprilia      | 156              |
| 5e    | Masao Azuma       | Japon       | Aprilia      | 142              |
| 6e    | Gino Borsoi       | Italie      | Aprilia      | 130              |
| 7e    | Simone Sanna      | Italie      | Aprilia      | 125              |
| 8e    | Daniel Pedrosa    | Espagne     | Honda        | 100              |
| 9e    | Noboru Ueda       | Japon       | Honda        | 94               |
| =     | Arnaud Vincent    | France      | Aprilia      | 94               |
| =     | Steve Jenkner     | Allemagne   | Honda        | 94               |

## Engagés

### Engagés 500cm³
- 1 Kenny Roberts Jr  États-Unis - Suzuki - Team Telefonica Movistar
- 3 Max Biaggi  Italie - Yamaha - Team Marlboro Yamaha
- 4 Alex Barros  Brésil - Honda - Team Honda Pons
- 5 Garry McCoy  Australie - Yamaha - Team Red Bull
- 6 Norifumi Abe  Japon - Yamaha - Team Antena 3
- 7 Carlos Checa  Espagne - Yamaha - Team Marlboro Yamaha
- 8 Chris Walker  Royaume-Uni - Honda - Team Honda Shell Advance
- 9 Ron Haslam  Royaume-Uni - Honda - Team Honda Shell Advance
- 10 José Luis Cardoso  Espagne - Yamaha - Team Antena 3
- 11 Tohru Ukawa  Japon - Honda - Team Repsol Honda
- 12 Haruchika Aoki  Japon - Honda - Team Arie Molenaar Racing
- 13 Anthony West  Australie - Honda - Team Dee Cee Jeans
- 15 Sete Gibernau  Espagne - Suzuki - Team Telefonica Movistar
- 16 Johan Stigefelt  Suède - Sabre - Team Sabre Sport
- 17 Jurgen Van Der Goorbergh -  Pays-Bas - Proton - Team Proton KR
- 19 Olivier Jacque  France - Yamaha - Team Tech 3
- 21 Barry Veneman  Pays-Bas - Honda - Team Dee Cee Jeans
- 24 Jay Vincent  Royaume-Uni - Pulse - Team Racing Pulse
- 28 Álex Crivillé  Espagne - Honda - Team Repsol Honda
- 41 Noriyuki Haga  Japon - Yamaha - Team Red Bull
- 46 Valentino Rossi  Italie - Honda - Team Nastro Azzurro
- 56 Shinya Nakano  Japon - Yamaha - Team Tech 3
- 65 Loris Capirossi  Italie - Honda - Team Honda Pons
- 68 Mark Willis  Australie - Pulse - Team Racing Pulse

### Engagés 250cm³
- 5 Marco Melandri  Italie Aprilia
- 6 Alex Debon  Espagne Aprilia
- 7 Emilio Alzamora  Espagne Honda
- 8 Naoki Matsudo  Japon Yamaha
- 9 Sebastian Porto  Argentine Honda
- 10 Fonsi Nieto  Espagne Aprilia
- 11 Riccardo Chiarello  Italie Aprilia
- 12 Klaus Nohles  Allemagne Aprilia
- 15 Roberto Locatelli  Italie Aprilia
- 16 Ivan Silva  Espagne Honda
- 18 Sharol Yuzi  Malaisie Yamaha
- 19 Lucas Bulto  Espagne Yamaha
- 20 Jeronimo Vidal  Espagne Aprilia
- 21 Franco Battaini  Italie Aprilia
- 22 David de Gea  Espagne Yamaha
- 23 Cesar Barros  Brésil Yamaha
- 31 Tetsuya Harada  Japon Aprilia
- 37 Luca Boscoscuro  Italie Aprilia
- 42 David Checa  Espagne Honda
- 44 Roberto Rolfo  Italie Aprilia
- 50 Sylvain Guintoli  France Aprilia
- 55 Diego Giugovaz  Italie Yamaha
- 57 Lorenzo Lanzi  Italie Aprilia
- 66 Alex Hoffman  Allemagne Aprilia
- 81 Randy de Puniet  France Aprilia
- 98 Katja Poensgen  Allemagne Aprilia
- 99 Jeremy McWilliams  Royaume-Uni Aprilia

### Engagés 125cm³
- 4 Masao Azuma  Japon Honda
- 5 Noboru Ueda  Japon Honda
- 6 Mirko Giansanti  Italie Honda
- 7 Stefano Perugini  Italie Italjet
- 8 Gianluigi Salvini  Italie Italjet
- 9 Lucio Cecchinello  Italie Aprilia
- 10 Jarno Muller  Allemagne Honda
- 11 Max Sabbatani  Italie Aprilia
- 12 Raul Jara  Espagne Aprilia
- 14 Philip Hafeneger  Allemagne Honda
- 15 Alex De Angelis  Saint-Marin Honda
- 16 Simone Sanna  Italie Aprilia
- 17 Steve Jenkner  Allemagne Aprilia
- 18 Jakub Smrz  République tchèque Honda
- 19 Max Branetti  Italie Aprilia
- 20 Gaspare Caffiero  Italie Aprilia
- 21 Arnaud Vincent  France Honda
- 22 Pablo Nieto  Espagne Derbi
- 23 Gino Borsoi  Italie Aprilia
- 24 Toni Elías  Espagne Honda
- 25 Joan Olive  Espagne Honda
- 26 Daniel Pedrosa  Espagne Honda
- 27 Marco Petrini  Italie Honda
- 28 Gabor Talmacsi  Hongrie Honda
- 29 Angel Nieto  Espagne Honda
- 34 Eric Bataille  Andorre Honda
- 39 Jaroslav Hules  République tchèque Honda
- 41 Youichi Ui  Japon Derbi
- 54 Manuel Poggiali  Saint-Marin Gilera